# Qin Qian
Qin Qian –en xinès, 秦茜– (7 de desembre de 1987) és una esportista xinesa que va competir en judo.
Va guanyar tres medalles de plata al Campionat Mundial de Judo els anys 2010 i 2011, i una medalla d'or al Campionat Asiàtic de Judo de 2012. Als Jocs Asiàtics de 2010 va aconseguir una medalla de plata.

## Palmarès internacional
| Campionat Mundial | Campionat Mundial         | Campionat Mundial | Campionat Mundial |
| Any               | Lloc                      | Medalla           | Categoria         |
| ----------------- | ------------------------- | ----------------- | ----------------- |
| 2010              | Tòquio ( Japó)            | 2                 | +78 kg            |
| 2010              | Tòquio ( Japó)            | 2                 | Oberta            |
| 2011              | París ( França)           | 2                 | +78 kg            |
| Jocs Asiàtics     |                           |                   |                   |
| Any               | Lloc                      | Medalla           | Categoria         |
| 2010              | Canton ( R.P. de la Xina) | 2                 | +78 kg            |
| Campionat Asiàtic |                           |                   |                   |
| Any               | Lloc                      | Medalla           | Categoria         |
| 2012              | Taskent ( Uzbekistan)     | 1                 | +78 kg            |